# Luigi Benedetti (velocista)
Luigi Benedetti (Massa, 19 maggio 1951) è un ex velocista italiano, quattro volte a medaglia in manifestazioni internazionali con la staffetta 4×100 m italiana.

## Biografia
Oltre ai successi con la staffetta, di cui è stato titolare negli anni 1970 e finalista olimpico a Monaco di Baviera 1972 e Montréal 1976, a livello individuale annovera un titolo nazionale assoluto sui 100 metri piani nel 1973.
Un anno prima, nel 1972, a Barletta stabilisce il record mondiale nella staffetta sulla "non-canonica" distanza di 4x200 fermando il cronometro sul tempo di 1'21"5. Compagni di impresa sono Pietro Mennea, Franco Ossola e Pasqualino Abeti. Questo record durerà fino al 1976 superato dal quartetto della Arizona University.
Si è diplomato presso l'ISEF dell'Aquila nel 1976.

## Palmarès
| Anno | Manifestazione          | Sede              | Evento            | Risultato | Prestazione | Note  |
| ---- | ----------------------- | ----------------- | ----------------- | --------- | ----------- | ----- |
| 1972 | Giochi olimpici         | Monaco di Baviera | Staffetta 4×100 m | 8º        | 39"14       |       |
| 1973 | Universiadi             | Mosca             | Staffetta 4×100 m | Bronzo    | 39"55       | [ 1 ] |
| 1974 | Europei                 | Roma              | Staffetta 4×100 m | Argento   | 38"88       |       |
| 1975 | Coppa Europa            | Nizza             | Staffetta 4×100 m | Bronzo    | 39"32       |       |
| 1975 | Giochi del Mediterraneo | Algeri            | Staffetta 4×100 m | Argento   | 39"56       | [ 2 ] |
| 1976 | Giochi olimpici         | Montréal          | Staffetta 4×100 m | 6º        | 39"08       |       |

## Campionati nazionali
- ai Campionati italiani assoluti di atletica leggera, 100 metri piani (1973)[3]